# 馬場
馬場是人類圈養馬匹所使用的一種特殊牧場，也可以是供人們騎馬活動的專屬場地。